# Carme Sansa
Carme Sansa Albert (Barcelona, 22 de febrero de 1943) es una actriz española. Desde finales de los años sesenta ha sido una de las actrices más asiduas de la escena teatral y de la televisión catalana. También ha destacado su compromiso desde un posicionamiento de izquierdas con colectivos de artistas catalanes, el feminismo y el independentismo.

## Biografía
Fue además de alumna, maestra de la escuela Isabel de Villena, dirigida por Carme Serrallonga y continuadora en la posguerra de la tradición pedagógica del mítico Instituto-Escuela de la Generalidad del periodo republicano. La influencia de aquel centro fue decisiva en su evolución y también en el gusto por el teatro, que pronto se convertiría, después de su ingreso el curso 1963-1964 en la Escuela de Arte Dramático Adrià Gual, en una dedicación plena. Desde entonces ha vivido intensamente la aventura escénica.
Desde el año 1966 participó en espectáculos de cabaret literario en la mítica Cova del Drac que la convirtieron en puntal de este género. 
En el teatro ha interpretado obras de numerosos autores: Salvador Espriu, Bertolt Brecht, Marguerite Duras, Carles Batlle, Albert Mestres, Claudio Magris, bajo la dirección de Joan Castells, Boris Rotenstein, Ricard Salvat o Calixto Bieito.
Su trabajo ha sido reconocido con diversos premios, entre ellos en 2004 con la Cruz de Sant Jordi y en 2012 fue galardonada con el Premio Nacional de Teatro, concedido por la Generalidad de Cataluña por el monólogo 'Vostè ja ho entendrà'.

### Activismo social
Sansa tiene una larga trayectoria comprometida en temas sociales. Es miembro de la comisión permanente de la Plataforma Cultura y Espectáculo contra la Guerra y destaca en la lucha por los derechos de las mujeres y por el uso social de la lengua catalana. 
En 1999 leyó el manifiesto para pedir el final de los bombardeos de la OTAN en Yugoslavia así como la limpieza étnica en Kosovo.

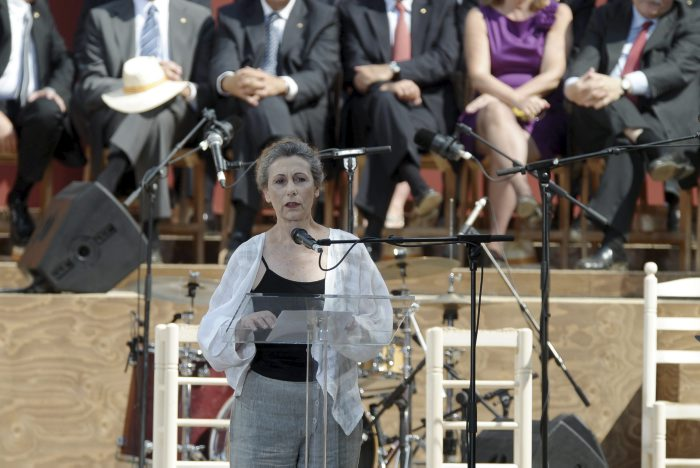
Carme Sansa en el acto institucional de la Fiesta Nacional de Cataluña de 2012 en el Parque de la Ciudadela (Barcelona)

En 2003 fue la portavoz de la plataforma Paremos la Guerra contra la guerra de Irak.
En 2014 se sumó al manifiesto Guanyem Barcelona, un llamamiento a la confluencia ciudadana para las elecciones municipales.
En 2015 fue la encargada de leer el manifiesto en apoyo del juez Santiago Vidal contra la decisión del Consejo General del Poder Judicial de sancionarlo por tres años por haber participado en la redacción de una constitución catalana.

## Premios
- 1978 Premio Sebastià Gasch por su dedicación al music-hall catalán
- 1991 Premio Margarida Xirgu
- 1994 Premio de la Crítica Teatral de Barcelona
- 1996 Premio de la Crítica Teatral de Barcelona
- 2004 Cruz de San Jorge
- 2012 Premio Nacional de Teatro de Cataluña

## Televisión
- 1979 Doctor Caparrós, medicina general
- 1981 Amor meu, con Joan Pera
- 1995 Secrets de família
- 1997 Dones d'aigua
- 2001 Carles, Príncep de Viana
- 2016 Nit i dia
- 2018 - presente Benvinguts a la familia

## Cine
- Atlas de Geografía Humana (2007)
- La febre d'Or (1993)
- Mal de amores (1993)
- Solitud (1991)
- La rubia del bar (1986)
- Lola (1986)
- El 47 (2024)